# A-Z-Weg
De A-Z-Weg is een van de wandelroutes die destijds in de Duitse Democratische Republiek werden ontwikkeld. Het is een lange-afstandsroute van de noordpunt van het eiland Rügen naar het drielandenpunt van Duitsland, Polen en Tsjecho-Slowakije (nu Tsjechië). Deze DDR-Hauptwanderweg ontleende zijn naam aan de A van Kaap Arkona op Rügen en de Z van de stad Zittau vlak bij het drielandenpunt.
Ten tijde van het ineenstorten van het communistisch regime in 1989 en de aansluiting van Oost- bij West-Duitsland in 1991 was het pad gedeeltelijk in het veld gemarkeerd en op kaarten ingetekend, maar andere delen waren nog in planning. In de politieke en economische woelingen van de jaren 1990 raakte het pad in de vergetelheid, maar het werd wel opgenomen in het netwerk van Europese lange-afstandspaden. Het maakt tegenwoordig deel uit van de E10, die Fins Lapland met de Italiaanse stad Bolzano verbindt.
Deze geschiedenis heeft ertoe geleid dat men alleen op een enkele internetpagina informatie vindt onder de naam A-Z-Weg en varianten daarvan. Het bedoelde gedeelte van de E10 staat ook binnen Duitsland bekend als E10 en het is onder die naam dat men het huidige verloop van de A-Z-Weg kan vinden. Op Rügen en in de rest van de deelstaat Mecklenburg-Voor-Pommeren, alsmede in de deelstaat Brandenburg is de route grotendeels hetzelfde gebleven. In de deelstaat Saksen zijn veranderingen aangebracht. Zo is het Duitse eindpunt bij Zittau verlaten en gaat de E10 nu westelijker de Tsjechische grens over naar Varnsdorf.
- De A-Z-Weg op Rügen

## De A-Z-Weg in Mecklenburg
In Stralsund bereikt de A-Z-Weg het vasteland van de Duitse deelstaat Mecklenburg-Voor-Pommeren. De route is in Mecklenburg vrijwel niet gemarkeerd, maar wel te vinden met behulp van de gedetailleerde atlassen 1:200 000 van ADAC en FALK en gedeeltelijk op Kompass-kaart 857. Ze loopt tussen glooiende akkers met hier en daar een boom via Franzburg, Pöglitz, Drechow, Landsdorf en Tribsees, passeert Bad Sülze op afstand, komt door Böhlendorf, Liepen, Thelkow, Woltow, Selpin, Prebberede, Neu Heinde, Diekhof, Recknitz en Spoitgendorf, gaat langs Glasewitz en komt over de Priemerbrug de historische stad Güstrow binnen.
Na Güstrow vertakt de huidige route zich in diverse varianten die in het terrein zelden gemarkeerd zijn en op detailkaarten in wisselende mate zijn ingetekend. Omdat Mecklenburg-Voor-Pommeren relatief dunbevolkt is, met buiten het merengebied nauwelijks enige horeca en openbaar vervoer, dient de wandelaar zijn tocht zorgvuldig te plannen om niet voor onaangename verrassingen te komen te staan.
Oorspronkelijk liep de A-Z-Weg over de noordoostelijke oever van de Inselsee naar Heidberg, Schabernack en Mühl-Rosin om over een schilderachtige bosweg het dorp Bellin te bereiken. De blauwe markering die hier in 2008 werd aangetroffen, was in 2011 zorgvuldig verwijderd, zonder dat een alternatief tracee werd gemarkeerd. De huidige detailkaarten geven tot bij Kirch Rosin het oude verloop aan, om daarna te kiezen voor een iets oostelijker gelegen landweg naar Steinbeck (Krakow am See). Bij dit gehucht wordt wel blauwe markering gevonden, maar die is van de West-Oost lopende Europese wandelroute E9. Aangenomen mag worden dat de A-Z-Weg thans van Steinbeck naar Bellin loopt en dan over een kaarsrechte zandweg naar het Zuiden gaat tot nabij Reimershagen (splitsing van de huidige E9). Vroeger maakte de A-Z-Weg een lus door het dorp; nu gaat hij bij de Latschenberg over een volgende kaarsrechte bosweg naar Alt Sammit.
Vroeger vermeed de A-Z-Weg de badplaats Krakow am See en liep door uitgestrekte bossen via Neu Sammit naar Karow (Plau am See), ooit een knooppunt van spoorwegen, maar nu een dorp waar eens per uur een boemeltreintje of een bus stopt. Via het museumdorp Alt Schwerin, de oudst bekende nederzetting in dit deel van Mecklenburg, en over de noordoostelijke oever van de Plauer See ging de A-Z-Weg dan naar het bezienswaardige stadje Malchow, de dorpen Göhren-Lebbin en Gotthun en het historische centrum Röbel, om via Ludorf Zielow het dorp Vipperow te bereiken. Langs dit tracee vindt men nog sporadisch enige (blauwe) markering.
Wie in Alt Sammit de keienweg naar Krakow am See inslaat, treft in de badplaats op nieuwe blauwe markering die de weg wijst naar Wadehäng, Möllen en Bossow. Het oude tracee wordt gekruist, maar wegwijzers geven aan dat de "E10" (de nu gebruikelijke aanduiding voor de A-Z-Weg), eventueel met een lus rond de Paschensee, naar Wooster Teerofen en Sandhof loopt. Daarna komt geen markering meer voor, maar grote kaarten die enkele gemeenten langs de weg hebben geplaatst, laten een voortzetting van de route over Neu Possin, Kressin en Gallin zien. De volgende landweg naar Welsin is tot beschermd landschap uitgeroepen en leidt naar een stukje industrieel erfgoed, de Bobziner Schleuse in het Eldekanal.
Het verdere verloop van de "E10" kan men uitsluitend aan een Kompass-kaart 855 ontlenen (op kaart 851 van dezelfde uitgeverij is deze route niet ingetekend); via Bobzin, Broock en het Ziegeleimuseum van Benzin wordt de bosrand van de Krelener Tannen bereikt; anders dan de kaart aangeeft, gaat de route hier schuin links een zandweg in die na een bocht naar rechts bij Hermannsthal een verharde weg wordt. Op een kruispunt ruim voor Karbow en bij Sandkrug slaat de route linksaf. Het tracee over de Paviljönkensberg is volledig dichtgegroeid, zodat men via Schlemmin naar de Wangeliner Garten in Wangelin moet lopen. Kompass-kaart 855 geeft dan nog aan dat Retzow en de Retzower Tannen op de route liggen, maar laat het verdere verloop van de blauwe markering in het midden.
Vanaf dit punt geeft een kaart van Klemmer Verlag uitsluitsel. De met "E10" en blauwe markering aangeduide route loopt ten Zuiden van Ganzlin naar Stuer en over Altenhof, Darze, Fincken, Bütow, Kambs en Melz naar Vipperow. Hier komen de oude A-Z-Weg en de huidige "E10" samen. Een eenmalige blauwe markering wijst hier in de richting van Zielow, maar wie uit het Noorden of Westen komt, moet de andere kant op gaan, over de brug rechtsaf naar de Gaarzer Mühle en via Neu Gaarz en Lärz naar het slaperige stadje Mirow. Nog voor het verwaarloosde kasteel van Mirow slaat de A-Z-Weg rechtsaf om over Starsow en Schwarz de grens met de deelstaat Brandenburg over te steken.
- De A-Z-Weg in Brandenburg
- De A-Z-Weg in Sachsen